# Deutscher Olympischer Sportbund
« Comité olympique allemand » redirige ici.  Pour l’organisation olympique allemande créée en 1926, voir Deutscher Olympischer Ausschuß.
Pour les articles homonymes, voir COA.

Ancien logo du Deutscher Olympischer Sportbund jusqu'en 2014

Le Deutscher Olympischer Sportbund (DOSB), également appelé Comité olympique allemand (COA) ou Confédération olympique et sportive allemande ou Confédération allemande des sports olympiques,, est, depuis 2006, l’organisme olympique allemand, issu de la fusion du Deutscher Sportbund (DSB) et de la Nationales Olympisches Komitee für Deutschland (NOK).
Composé de plus de 91 000 associations sportives, le DOSB se décline en 16 fédérations régionales, qui correspondent aux Länder allemands. L’organisme, qui siège à Francfort-sur-le-Main, est présidé par Thomas Weikert depuis 2021.